# Железная дорога Кошице — Богумин
Железная дорога Кошице — Богумин (чеш. Košicko-bohumínská dráha, словац. Košicko-bohumínska železnica, пол. Kolej koszycko-bogumińska, нем. Kaschau-Oderberger Bahn, венг. Kassa-Oderbergi Vasút) — частная железнодорожная компания, созданная в 1869 году в Австро-Венгрии. В 1924 году компания была национализирована и стала принадлежать компании Чехословацкие государственные железные дороги (чеш. Československé státní dráhy, CSD). В настоящее время основная линия этой компании, построенная в 1872 году, пролегает между городами Кошице и Богумин.

## Железнодорожные линии
- Кошице — Богумин 350 км, строительство началось в 1869 году, завершилось в 1869—1872.
- Богумин — Чески-Тешин завершена 5 мая 1869.
- Чески-Тешин — Жилина завершена 8 января 1871.
- Жилина — Попрад завершена 8 декабря 1871.
- Попрад — Спишска Нова Вес завершена на 12 декабря 1871.
- Спишска Нова Вес — Кисак завершена 12 марта 1872.
- Кошице — Кисак — Прешов завершена 1 сентября 1870.
- Штрбске-Плесо — Штрба колея 1000 мм, завершена в 1896 году.
- Татранская электрифицированная железная дорога колея 1000 мм, завершена в 1912 году.